# زلمی آرا
زلمی آرا یک کمدین، نویسنده و خواننده اهل افغانستان است که در ایالات متحده زندگی می‌کند. او در افغانستان بیشتر به عنوان یک کمدین شناخته می‌شود و به شیوهٔ طنز مشکلات مردم افغانستان را بیان می‌کند.